# Здунська Воля (гміна)
Гміна Здунська Воля (пол. Gmina Zduńska Wola) — сільська гміна у центральній Польщі. Належить до Здунськовольського повіту Лодзинського воєводства.
Станом на 31 грудня 2011 у гміні проживало 11782 особи.

## Площа
Згідно з даними за 2007 рік площа гміни становила 111.54 км², у тому числі:
- орні землі: 70.00%
- ліси: 25.00%

Таким чином, площа гміни становить 30.21% площі повіту.

## Населення
Станом на 31 грудня 2011:
| Опис     | Загалом | Загалом | Чоловіки | Чоловіки | Жінки | Жінки |
| -------- | ------- | ------- | -------- | -------- | ----- | ----- |
| одиниця  | осіб    | %       | осіб     | %        | осіб  | %     |
| все      | 11782   | 100     | 5906     | 50.13    | 5876  | 49.87 |
| міське   | 0       | 100     | 0        |          | 0     |       |
| сільське | 11782   | 100     | 5906     | 50.13    | 5876  | 49.87 |

## Сусідні гміни
Гміна Здунська Воля межує з такими гмінами: Варта, Заполіце, Ласьк, Сендзейовіце, Серадз, Шадек.